# Маркондес, Эмилиано
Эмилиано Маркондес Камарго Хансен (дат. Emiliano Marcondes Camargo Hansen; родился 9 марта 1995 года в Видовре, Дания) — датский футболист, атакующий полузащитник.
Эмилиано родился в семье датчанина и бразильянки.

## Клубная карьера
Маркондес начал заниматься футболом в девятилетнем возрасте, его первым клубом был «Видовре». В 2010 году он перевёлся в молодёжную команду клуба «Норшелланн». В сезоне 2012/13 Эмилиано стал привлекаться в первую команду клуба. В 2012 году он дебютировал на профессиональном уровне, сыграв за «Норшелланн» в кубковом матче. 7 апреля 2013 года в матче против «Хорсенс» Маркондес дебютировал в датской Суперлиге. 11 мая 2014 года в поединке против «Виборга» Эмилиано забил свой первый гол за «Норшелланн».
В июле 2017 года Маркондес, чей контракт с «Норшелланном» заканчивался в конце года, согласовал предварительное соглашение на три с половиной года с английским «Брентфордом». Сезон он доиграл в Дании, а с 1 января 2018 года официально перешёл в «Брентфорд». 6 января в поединке Кубка Англии против «Ноттс Каунти» Эмилиано дебютировал за основной состав.
11 января 2023 года была объявлено, что остаток сезона футболист проведет в аренде в датском клубе «Норшелланн».
Вторую половину сезона 2023/24 Эмилиано так же провёл в аренде — в шотландском «Хиберниане». По итогам сезона его гол в ворота «Сент-Джонстона» был признан лучшим голом сезона. Тем не менее «Борнмут» не стал предлагать датчанину новый контракт и он покинул клуб свободным агентом.

## Международная карьера
В 2017 году в составе молодёжной сборной Дании Маркондес принял участие в молодёжном чемпионате Европы в Польше. На турнире он сыграл в матче против команды Италии.